# Podatek cedularny
Podatek cedularny – rodzaj podatku polegający na odrębnym opodatkowaniu każdego rodzaju dochodów podatnika. 

## Opis
W podatku cedularnym poszczególne źródła przychodów przypisywane są do kilku grup (ceduł), a dochody z każdej z nich są opodatkowane według stawek proporcjonalnych. Opodatkowanie ceduł może być finalne lub wstępne. Gdy jest finalne podatnik płaci odrębnie podatek z każdej ceduły. Gdy jest wstępne, to pozostałe po tym opodatkowaniu dochody z poszczególnych ceduł są sumowane i ponownie opodatkowane wedle stawek progresywnych. Pozwala to na preferowanie jednych oraz dyskryminację innych rodzajów dochodów poprzez ustalanie zróżnicowanych stawek i skal opodatkowania i przez to prowadzenie określonej polityki podatkowej. W przypadku podatku cedularnego utrudnione jest stosowanie progresji w stosunku do podatników osiągających dochody z kilku źródeł.
Zaletą podatku cedularnego jest to, że pozwala dostosować sposób opodatkowania i stawki podatkowe do różnych źródeł dochodu. Zwykle łagodniejsze stawki stosuje się do dochodów z pracy, a surowsze do dochodów z kapitałów (które jak się zakłada nie wymagają takiego nakładu czasu i kosztów ze strony podatnika). Wadą jest pominięcie całokształtu sytuacji finansowej podatnika, a tym samym zdolności do ponoszenia ciężarów podatkowych.
Współcześnie w większości krajów (w Polsce od 1992 roku) podatek cedularny został zastąpiony podatkiem globalnym.